# Marie Camargo
Marie Camargo, właściwie Marie-Anne de Cupis de Camargo, znana też jako La Camargo (ur. 15 kwietnia 1710 w Brukseli, zm. 20 lub 28 kwietnia 1770 w Paryżu) – francuska tancerka baletowa pochodzenia hiszpańsko-włoskiego. Odnosiła sukcesy na scenach Opery Paryskiej. Zaliczana jest do najwybitniejszych tancerek klasycznych.
Zreformowała kobiecy kostium baletowy – zastąpiła pantofelki na obcasie płaskimi, umożliwiającymi wykonywanie skoków, a także skróciła spódnicę do długości powyżej kostki – co umożliwiało jej bardziej swobodne ruchy. Wykonywała perfekcyjnie skoki entrechats oraz cabrioles zarezerwowane wcześniej wyłącznie dla mężczyzn. 

## Życiorys
Jej ojcem był włoski arystokrata Ferdinand Joseph de Cupis, który był mistrzem tańca w Brukseli. Dzięki niemu zadebiutowała w tym mieście w 1720 w Théâtre de la Monne, a następnie tańczyła też w Rouen. W Operze Paryskiej debiutowała w 1726 w Les Caractères de la danse. Jej paryską nauczycielką tańca była Françoise Prévost, która uczyła też inną gwiazdę baletu – Marie Sallé, z którą La Camargo rywalizowała. 
W Paryżu występowała w latach 1726–1734 i 1740–1751. Tańcząc solo i wykonując z powodzeniem trudne skoki, oczarowała publiczność. Jednym z jej admiratorów, a zarazem kochankiem, był Louis de Bourbon, hrabia Clermont (1709–1771). Mieszkała z nim w latach 1735–1740, gdy nie występowała na scenie. W 1751 udała się na emeryturę. 
Była tytułową bohaterką baletu La Camargo (1872) Mariusa Petipy oraz operetki La Camargo (1878) Charles'a Lecocq'a. Patronowała Camargo Society, które działało w latach 1930–1933 w Londynie.

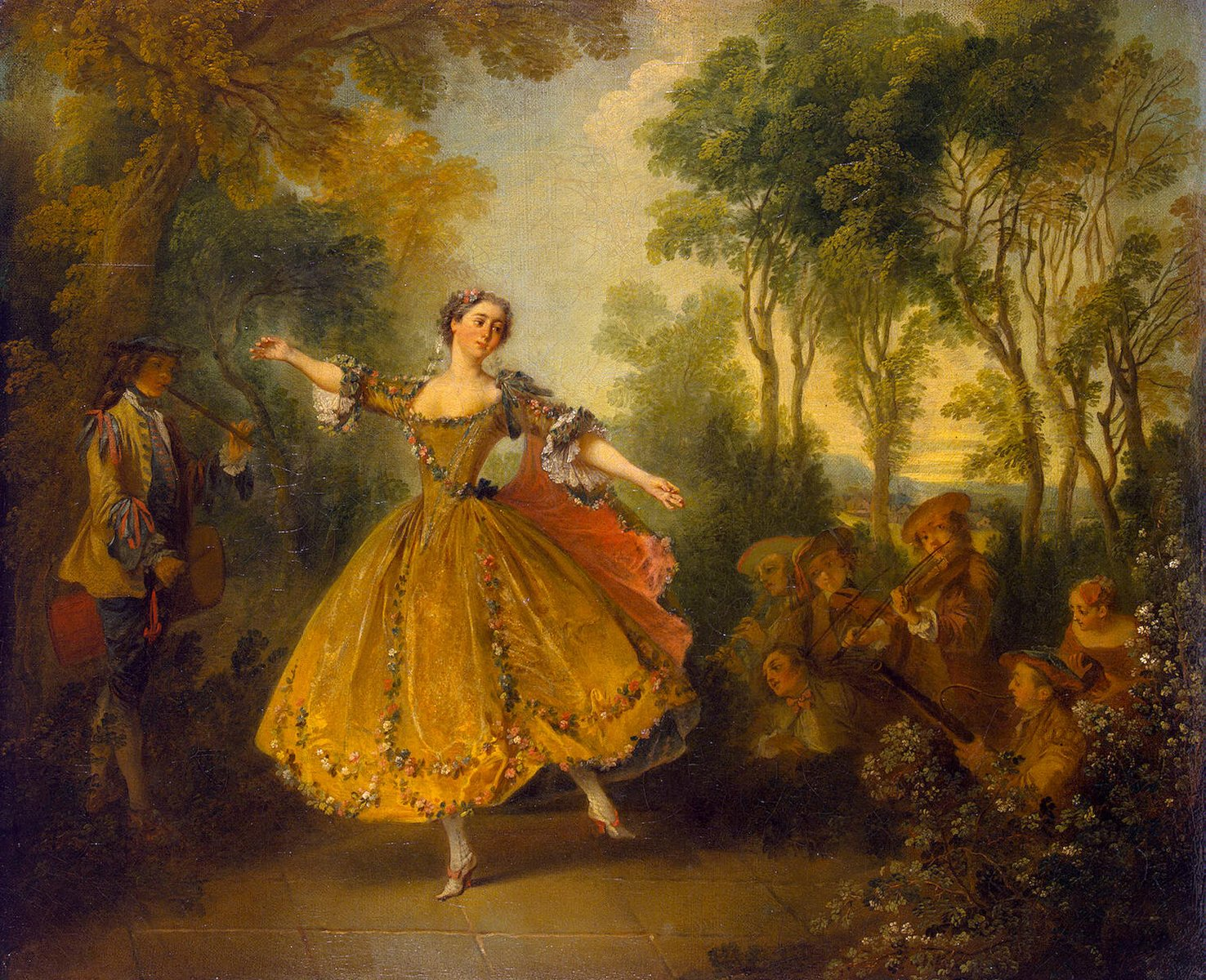
Marie Camargo (Nicolas Lancret, ok. 1730)
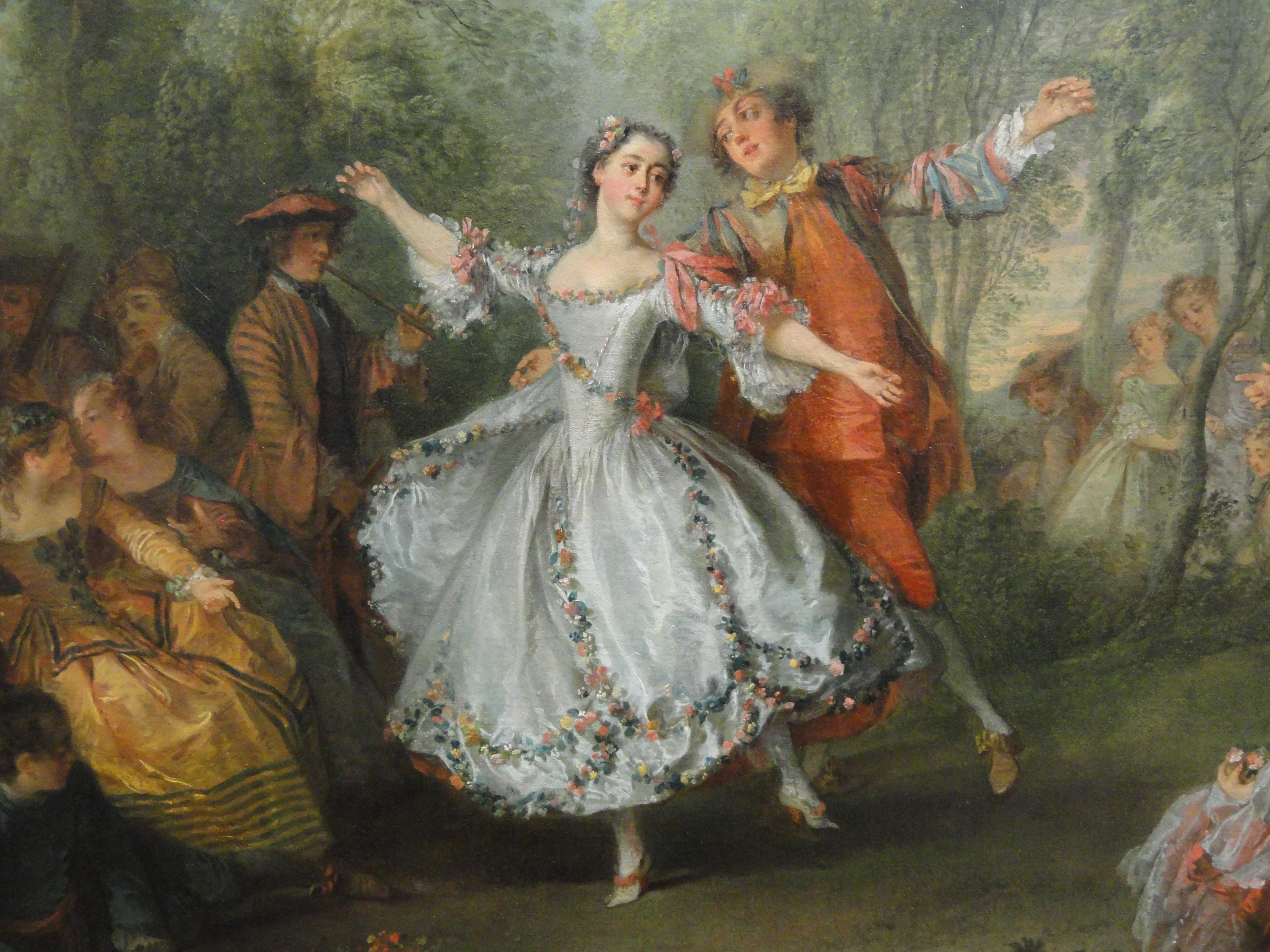
Marie Camargo (Nicolas Lancret, ok. 1730)
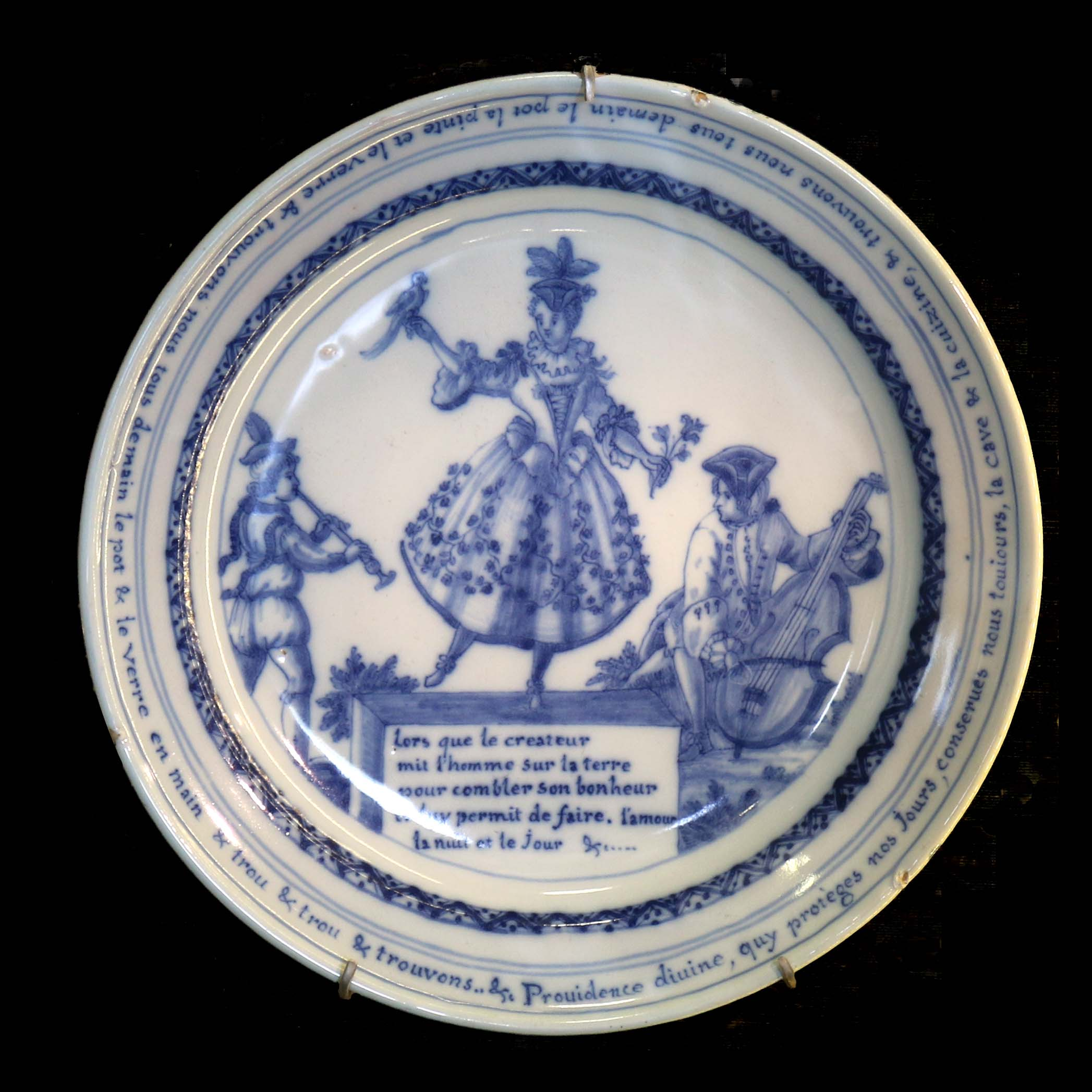
XVIII-wieczny talerz ozdobiony wizerunkiem La Camargo